# Divizia 217 Infanterie germană (1916-1918)
Divizia 217 Infanterie a fost una din marile unități tactice ale Armatei Imperiale Germane, participantă la acțiunile militare de pe frontul român, în timpul Primului Război Mondial. În această perioadă, a fost comandată de generalul Kurt von Gallwitz. :pp. 183-184
În campania anului 1916 pe teritoriul României a luat parte la Lupta de la Topraisar, Lupta de la Bălăria, Șarja de la Prunaru și Lupta de la Filipești. :passim